# Портрет Луї Пастера у лабораторії
«Портрет Луї Пастера у лабораторії» (англ. Pasteur's portrait by Edelfelt) — портрет французького науковця Луї Пастера роботи фінського художника Альберта Едельфельта 1885 року.

## Дещо про Луї Пастера
У 19 столітті низка наукових дисциплін отримала нові і сприятлииві умови для розвитку, серед котрих опинились фізика, хімія, мікробіологія Значний внесок у розвиток двох останніх зробив саме Луї Пастер.
Луї Пастер розробив засіб консервації вин, що тримав назву від його прізвища, чим практично врятував французьке виноробство.
Особиста трагедія, смерть рідних дітей, навернула науковця до вивчення і досліджень мікробів, збудників інфекційних хвороб. Успіхи у цій галузі були приголомшливо значущими. Адже відкриття французького науковця стануть підмурками нової науки — мікробіології і ширше, матимуть реальний вплив на практичну медиціну. Розроблені ним методи щеплення будуть ще за життя Пастера впроваджені у медичну практику і врятують тисячі життів дорослих і дітей, що неодмінно померли би від інфекційних хвороб. При цьому сам Пастер не мав медичної освіти, плідно працюючи лише у галузі мікробіології. Не дивно, що його сприймали у Західній Європі як рятівника від низки невиліковних до цього хвороб. Він стане на декотрий час уособленням французької науки як такої.

## Опис твору
Фінський художник Альберт Едельфельт десять років мешкав і працював у Парижі. З роками він відійшов від стилістики академізму і виробився у авторитетного портретиста.
В портретному жанрі зображення Луї Пастера у власній лабораторії посіло окреме місце. Альберт Едельфельт подав його цілком зануреним у чергове власне дослідження. Пастер займався не тільки дослідженнями, а і удосконалював лабораторний науковий посуд, запропонувавши інноваційні його зразки, що перейдуть згодом у лабораторну практику всіх країн світу.
Побутовіть у створеному портреті з проробленим інтер'єром пригашена пристрастю науковця до досліджень і результатів експеримента. Значимість особи розкрита не через підкреслення його соціального стану чи титулу, а через той внесок у наукові дослідження, що вже встиг зробити Луї Пастер до 1885 року, року створення його портрета Едельфельтом.